# Józef Glemp
Józef Glemp (Inowrocław, 18 dicembre 1929 – Varsavia, 23 gennaio 2013) è stato un cardinale e arcivescovo cattolico polacco.

## Biografia
Ricevette l'ordine sacro il 25 maggio 1956. Successivamente studiò diritto canonico. Il 4 marzo 1979 fu nominato da papa Giovanni Paolo II vescovo di Varmia, nella parte nord-orientale del Paese, e venne consacrato il 21 aprile 1979.
Il 7 luglio 1981 fu promosso arcivescovo di Gniezno e di Varsavia, arcidiocesi all'epoca unite in persona episcopi, rette quindi dal medesimo arcivescovo. Reggendo l'arcidiocesi di Gniezno divenne anche primate di Polonia.
Dal 18 settembre 1981 al 9 giugno 2007 fu ordinario per i fedeli di rito orientale residenti in Polonia e sprovvisti di ordinario del proprio rito.
Nel concistoro del 2 febbraio 1983 fu elevato al rango di cardinale da papa Giovanni Paolo II.
Partecipò al conclave del 2005 che elesse papa Benedetto XVI.
Il 18 dicembre 2009, compiendo 80 anni, perse il diritto al voto attivo nel successivo conclave.
Perse inoltre, nella medesima data, il titolo di primate di Polonia, concessogli in proroga fino a quel giorno da papa Benedetto XVI. Il titolo primaziale tornò all'arcivescovo di Gniezno, sede storica del primate di Polonia.
Fu membro della Congregazione per le Chiese Orientali, del Pontificio Consiglio della Cultura e del Supremo Tribunale della Segnatura Apostolica.
Si spense, dopo una lunga malattia, il 23 gennaio 2013 all'età di 83 anni.

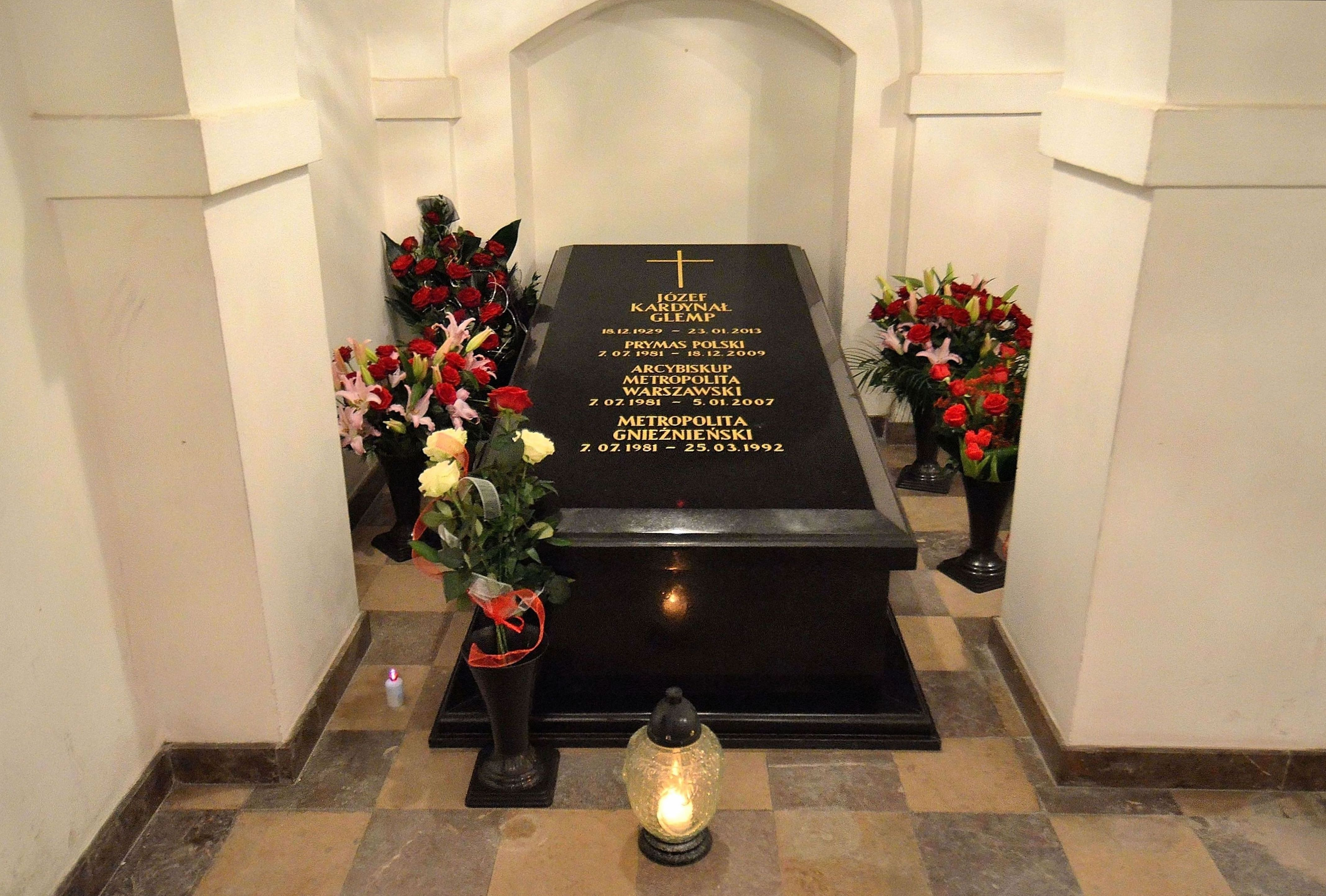
Tomba del cardinale.

Le esequie, presiedute dal cardinale Stanisław Dziwisz e concelebrate da numerosi presuli tra cui i cardinali Dominik Duka, Péter Erdő, Lluís Martínez Sistach, Joachim Meisner e Josip Bozanić, si sono tenute il 28 gennaio nella basilica arcicattedrale di San Giovanni Battista di Varsavia. La salma è stata poi tumulata nella cripta degli arcivescovi.

## Genealogia episcopale e successione apostolica
La genealogia episcopale è:
- Cardinale Scipione Rebiba
- Cardinale Giulio Antonio Santori
- Cardinale Girolamo Bernerio, O.P.
- Vescovo Claudio Rangoni
- Arcivescovo Wawrzyniec Gembicki
- Arcivescovo Jan Wężyk
- Vescovo Piotr Gembicki
- Vescovo Jan Gembicki
- Vescovo Bonawentura Madaliński
- Vescovo Jan Małachowski
- Arcivescovo Stanisław Szembek
- Vescovo Felicjan Konstanty Szaniawski
- Vescovo Andrzej Stanisław Załuski
- Arcivescovo Adam Ignacy Komorowski
- Arcivescovo Władysław Aleksander Łubieński
- Vescovo Andrzej Stanisław Młodziejowski
- Arcivescovo Kasper Kazimierz Cieciszowski
- Vescovo Franciszek Borgiasz Mackiewicz
- Vescovo Michał Piwnicki
- Arcivescovo Ignacy Ludwik Pawłowski
- Arcivescovo Kazimierz Roch Dmochowski
- Arcivescovo Wacław Żyliński
- Vescovo Aleksander Kazimierz Bereśniewicz
- Arcivescovo Szymon Marcin Kozłowski
- Vescovo Mečislovas Leonardas Paliulionis
- Arcivescovo Bolesław Hieronim Kłopotowski
- Arcivescovo Jerzy Józef Elizeusz Szembek
- Vescovo Stanisław Kazimierz Zdzitowiecki
- Cardinale Aleksander Kakowski
- Cardinale August Hlond, S.D.B.
- Cardinale Stefan Wyszyński
- Cardinale Józef Glemp

La successione apostolica è:
- Vescovo Kazimierz Romaniuk (1982)
- Vescovo Jerzy Dąbrowski (vescovo) (1982)
- Vescovo Jan Wiktor Nowak (1982)
- Arcivescovo Edmund Michal Piszcz (1982)
- Arcivescovo Wojciech Ziemba (1982)
- Arcivescovo Tadeusz Gocłowski, C.M. (1983)
- Vescovo Piotr Krupa (1984)
- Vescovo Jan Śrutwa (1984)
- Arcivescovo Stanisław Nowak (1984)
- Arcivescovo Henryk Józef Muszyński (1985)
- Vescovo Roman Adam Marcinkowski (1985)
- Vescovo Adam Odzimek (1985)
- Arcivescovo Damian Zimoń (1985)
- Vescovo Jan Bagiński (1985)
- Vescovo Gerard Alfons Kusz (1985)
- Vescovo Zygmunt Józef Pawłowicz (1985)
- Vescovo Ryszard Karpiński (1985)
- Vescovo Marian Duś (1986)
- Vescovo Andrzej Józef Śliwiński (1986)
- Vescovo Andrzej Wojciech Suski (1986)
- Vescovo Piotr Skucha (1987)
- Vescovo Stanislaw Kędziora (1987)
- Vescovo Marian Kazimierz Zimałek (1987)
- Vescovo Adam Lepa (1988)
- Vescovo Jan Bernard Szlaga (1988)
- Vescovo Bogdan Józef Wojtuś (1988)
- Vescovo Józef Wysocki (1989)
- Vescovo Alojzy Orszulik, S.A.C. (1989)
- Vescovo Józef Zawitkowski (1990)
- Arcivescovo Sławoj Leszek Głódź (1991)
- Arcivescovo Stanisław Gądecki (1992)
- Vescovo Stefan Siczek (1992)
- Vescovo Adam Śmigielski, S.D.B. (1992)
- Vescovo Jacek Jezierski (1994)
- Vescovo Piotr Jarecki (1994)
- Vescovo Tadeusz Pikus (1999)
- Arcivescovo Stanisław Wielgus (1999)
- Vescovo Andrzej Franciszek Dziuba (2004)
- Vescovo Grzegorz Kaszak (2009)